# Darwin-Insel (Antarktika)
Die Darwin-Insel ist die größte Insel in der Gruppe der Danger-Inseln an der Nordspitze der Antarktischen Halbinsel. Sie liegt 18 km ostnordöstlich des östlichen Endes der Joinville-Insel. Sie ist annähernd kreisrund, hat einen Durchmesser von 1 km und ist von steilen, bis zu 80 m hohen Klippen umgeben. 
Entdeckt wurde sie 1842 bei der Antarktisexpedition (1839–1843) des britischen Polarforschers James Clark Ross. Dieser benannte sie nach dem britischen Naturforscher Charles Darwin (1809–1882).